# Manon Audinet
Manon Audinet (La Rochelle, 12 de febrero de 1992) es una deportista francesa que compitió en vela, en la clase Nacra 17.
Ganó dos medallas de plata en el Campeonato Europeo de Nacra 17, en los años 2013 y 2020.

## Palmarés internacional
| \| Campeonato Europeo \| Campeonato Europeo \| Campeonato Europeo \| Campeonato Europeo \| \| Año \| Lugar \| Medalla \| Clase \| \| ------------------ \| ------------------ \| ------------------ \| ------------------ \| \| 2013 \| Dervio (Italia) \| Medalla de plata \| Nacra 17 \| \| 2020 \| Attersee (Austria) \| Medalla de plata \| Nacra 17 \| |                    |                  |          |
| Campeonato Europeo |                    |                  |          |
| Año | Lugar              | Medalla          | Clase    |
| 2013 | Dervio (Italia)    | Medalla de plata | Nacra 17 |
| 2020 | Attersee (Austria) | Medalla de plata | Nacra 17 |